# Dimini
Dimini (řecky Διμήνι) je malá vesnice poblíž města Volos v Thessálii ve středním Řecku. Při archeologických výzkumech v 19. století zde byla objevena raně neolitická osada a mykénské osídlení.

## Dějiny
Raně neolitické osídlení bylo objeveno v souvislosti s výzkumem mykénské kupolové hrobky, který vedli Christos Tsountas a Valerios Stais. Objevilo se kolem roku 4800 př. n. l.
Na nejvyšším bodě vyvýšeniny byl umístěn obytný dům (megaron) se dvorem a okolo něj se rozkládalo 6 – 7 pásů opevnění, mezi nimiž stály další obytné domy. Megaron mělo dlážděnou podlahu, v přední místnosti se nacházelo ohniště, vzadu pec. Nalezená keramika byla vyráběna ručně a byla jednobarevná. Jiné druhy nalezené keramiky byly zdobeny meandry, spirálami nebo šachovnicovým motivem.
Lidé kultury Dimini vytvářeli sošky žen z hlíny a kamene. Rozvíjelo se zemědělství, zejména pěstování obilnin a luštěnin, a chov prasat. Tato kultura současně existovala s mladší fází kultury Sesklo.